# Belle of Louisville

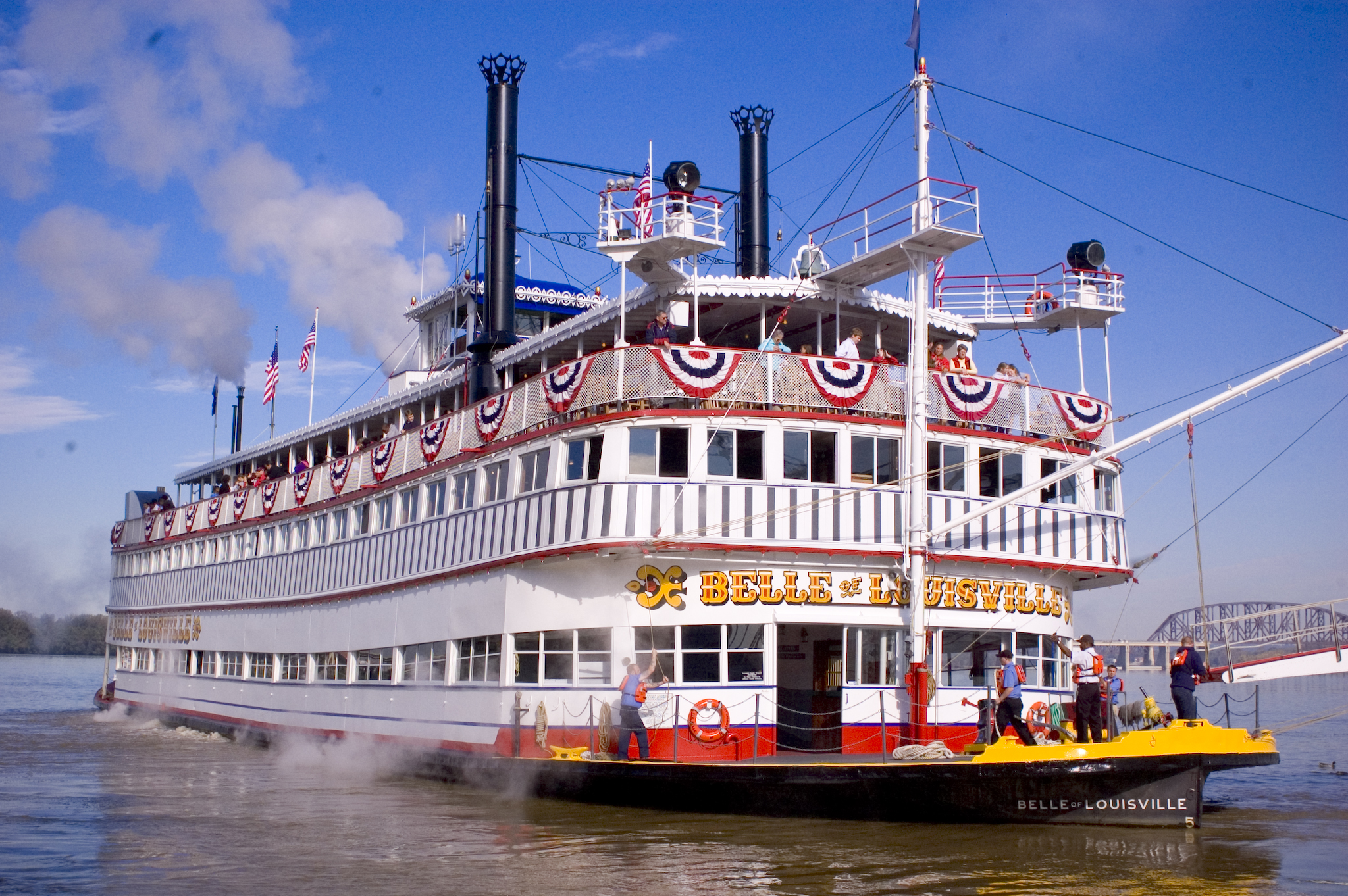
Belle of Louisville

Le Belle of Louisville est un bateau à vapeur qui opère au départ de la ville de Louisville dans le Kentucky.
Nommé au départ Idlewild, le bateau est construit par la James Rees & Sons Company de Pittsburgh, en 1914. Il est mis en service sur la rivière Allegheny. Construit avec une structure métallique et un pont principal asphalté, le bateau a déjà parcouru d'énormes distances depuis sa mise en service. Le bateau est classé en tant que National Historic Landmark depuis 1989.

## Histoire
L’Idlewild navigue entre la ville de Memphis et de West Memphis. Il transporte également du coton, du bois et des graines en plus des passagers. Il arrive à Louisville en 1931 où il effectue des voyages entre deux parcs proches de Louisville (Fontaine Ferry Park et Rose Island). Durant la Seconde Guerre mondiale, il est équipé pour pousser des barges d'essence. Il est également utilisé comme club de nuit pour les troupes de l'armée américaine stationnées le long du fleuve Mississippi.
Après la guerre, en 1947, le bateau est vendu à J. Herod Gorsage et il est renommé Avalon. Il se déplace alors sur le Mississippi, le Missouri, la Sainte-Croix, l'Illinois, la Kanawha, l'Ohio et la Cumberland. Il s'arrête notamment à Omaha, Stillwater, Montgomery et Nashville.

## Belle of Louisville

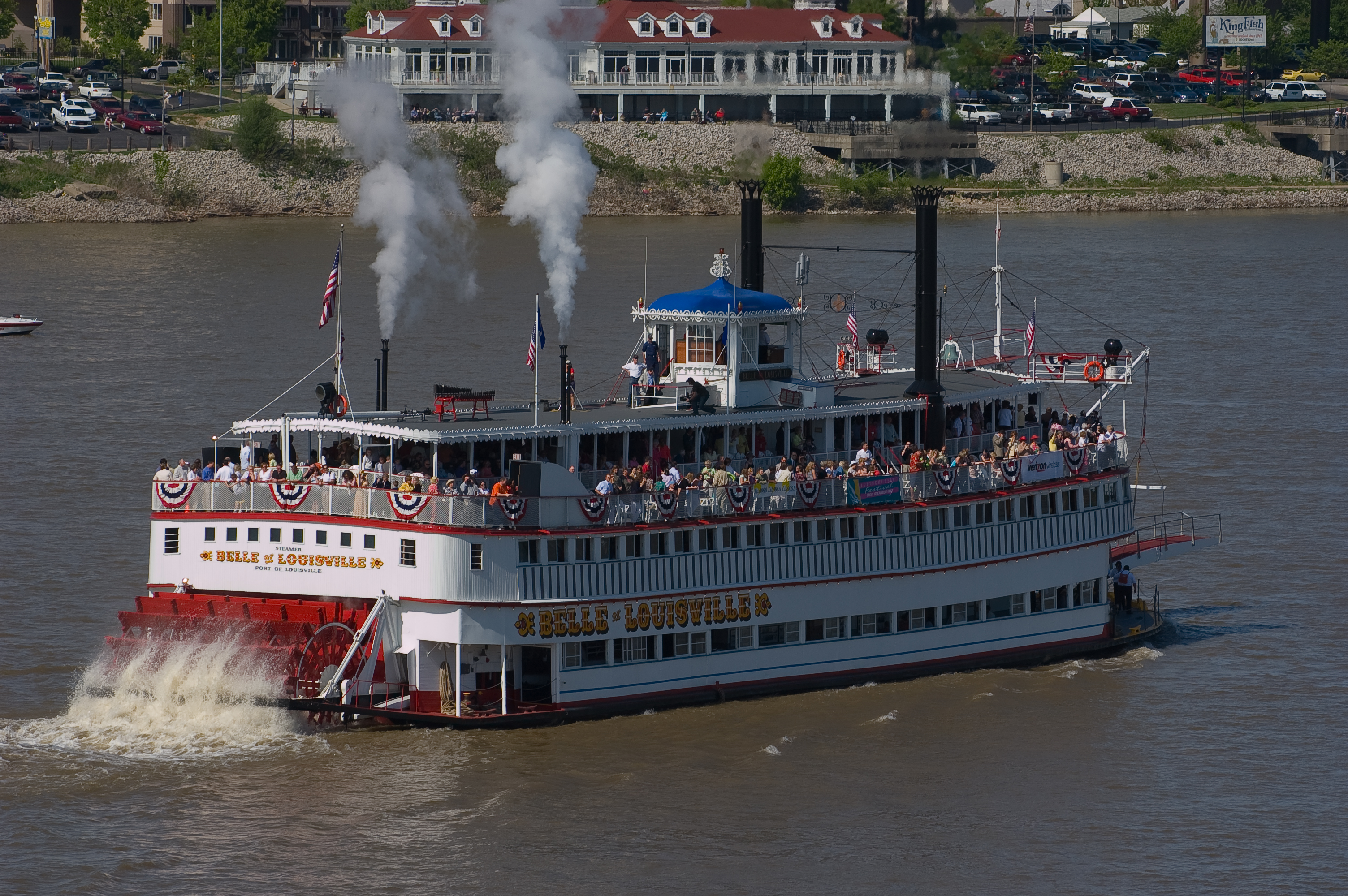
Belle of Louisville

En 1962, l'état de l’Avalon est dégradé et il aurait pu tomber totalement en ruine si un juge du comté de Jefferson ne l'avait racheté pour la somme de 34 000 dollars. Il revint alors à Louisville, où il est rebaptisé Belle of Louisville.
La restauration  du bateau est pilotée par l'architecte naval Alan L. Bates. Celui-ci écrit d'ailleurs un livre sur le bateau et sa restauration en 1964, intitulé Str. Belle of Louisville.
Le design original du bateau est conservé au maximum. Des pièces en provenance d'anciens bateaux hors service sont utilisées et certaines pièces sont fabriquées sur mesures grâce à d'anciennes photographies. Bien que des moyens de communication modernes aient été ajoutés, le poste de pilotage a gardé son caractère authentique.
Le 30 avril 1963, le Belle fait son grand retour lors d'une course contre le bateau à vapeur Delta Queen. Cette compétition se répète depuis, chaque année, le mercredi précédent le Kentucky Derby lors du Kentucky Derby Festival. Des milliers de spectateurs admirent la course depuis les rives de la rivière Ohio.
Aujourd'hui, le Belle of Louisville est reconnu pour être le plus vieux bateau à vapeur toujours en opération du pays. Depuis 1972, il fait partie du Registre national des lieux historiques et est désigné comme National Historic Landmark depuis 1989.
En août 1997, le bateau faillit couler à la suite d'une fuite dans sa coque mais il put être sauvé de justesse par son équipage et fut réparé avant de reprendre du service.
En 2010, l'American Society of Mechanical Engineers a classé le bateau comme Historic Mechanical Engineering Landmark (en).

## Dans la fiction
The Belle of Louisville est piloté par une intelligence artificielle dans le roman de Rudy Rucker intitulé Wetware (1988) qui se déroule en 2031 à Louisville.